# 徽商银行
徽商银行（Huishang Bank，港交所：3698）是总部位于安徽省合肥市的一家区域性股份制商业银行，于2005年12月28日创立。现有21家分行和482个营业机构，646家自助服务区。

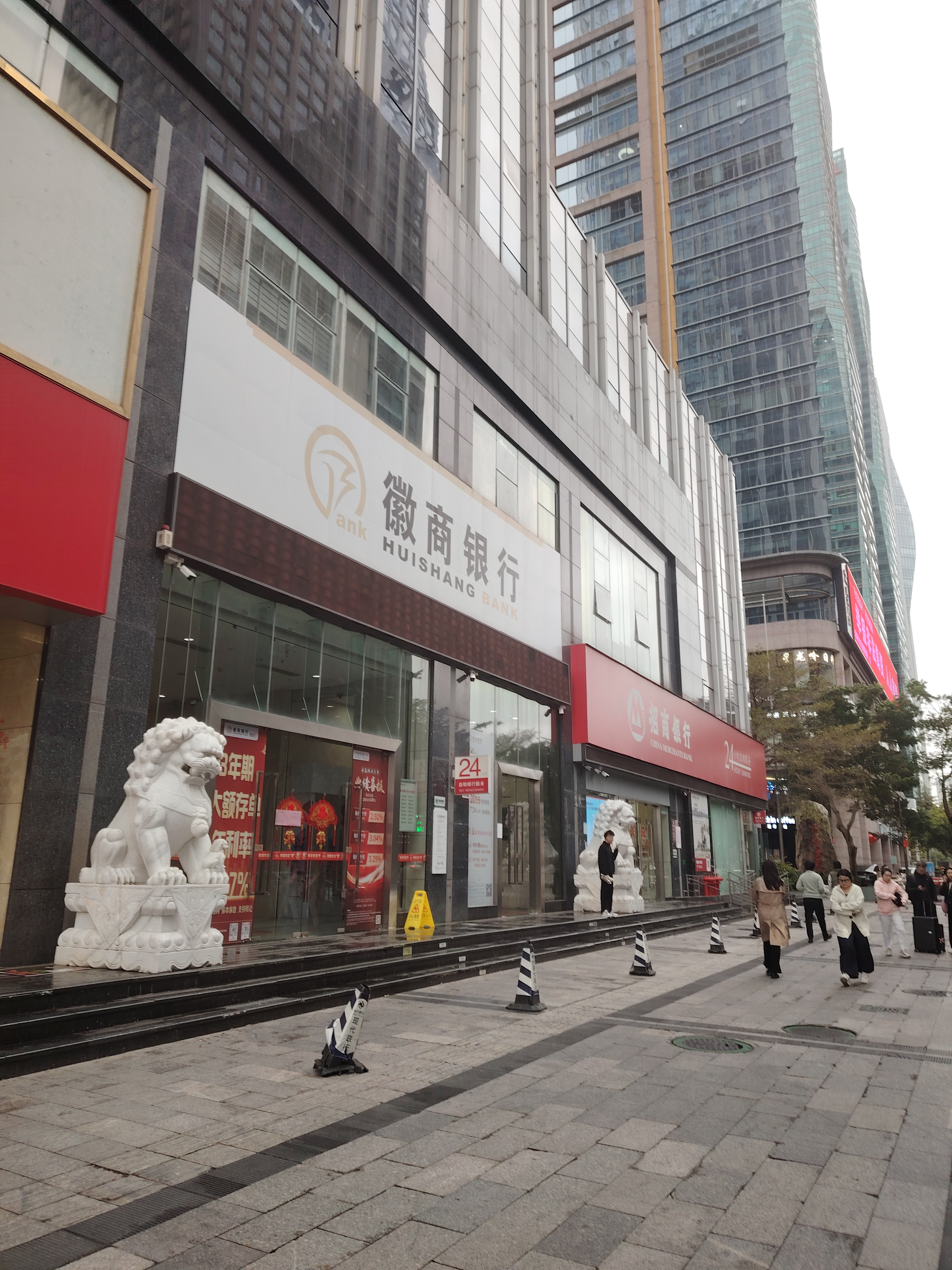
徽商银行深圳福田支行

2024年，徽商银行实现营业收入371.28亿元人民币，净利润159.17亿元人民币。在《銀行家》雜誌全球銀行業1000強中位列112名。

## 历史沿革

### 合肥市商业银行
合肥市商业银行是1997年2月由合肥市政府牵头，在合肥市内原32家城市信用社的基础上组建而成的城市商业银行。创立初期资产为27亿元，不良资产率20%，但经过各方支持，到2002年资产规模达到了108.53亿元,不良资产率压降至7.82%,成为全国20家一类城市商业银行之一。
2000年10月，合肥市商业银行发行银行卡——黄山（借记）卡。是安徽省内首家推出该项业务的地方金融机构。黄山卡品牌此后延续至今。
2002年，开通国际、外汇业务，并加入SWIFT系统。
2003年，由合肥市商业银行提供支持，同省的芜湖、马鞍山、安庆、淮北四市城市商业银行联名发行黄山卡。一定程度上为后续合并重组打下基础。

### 整合合并
2005年12月28日，在合肥、芜湖、马鞍山、安庆、淮北、蚌埠6家城市商业银行和六安、淮南、铜陵、阜阳科技、阜阳鑫鹰、阜阳银河、阜阳金达7家城市信用社的基础上，安徽省级的城市商业银行——徽商银行正式挂牌营业。这是中国第一家由城商行和城信社重组设立的区域性城市商业银行。初始注册资本25亿元。

### 近期发展
2009年，在江苏省南京市设立南京分行，这是安徽地方金融机构第一家省外分行。
2013年11月12日，在香港联交所主板挂牌上市。
2020年2月7日，徽商银行发布公告称，该行拟收购被接管的包商银行在北京、深圳、宁波、成都四家分行的资产和负债。并入股后续成立的蒙商银行。当年5月25日，新设立的北京、深圳、宁波、成都分行翻牌开业。

## 附属公司
- 徽银金融租赁有限公司
- 金寨徽银村镇银行有限责任公司
- 无为徽银村镇银行有限责任公司
- 徽银理财有限责任公司